# Griffinia cordata
Griffinia cordata är en amaryllisväxtart som beskrevs av K.D.Preuss och Alan W. Meerow. Griffinia cordata ingår i släktet Griffinia och familjen amaryllisväxter. Inga underarter finns listade i Catalogue of Life.